# 발렌티노 가라바니

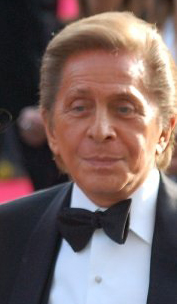
발렌티노 가라바니

발렌티노 클레멘테 루도비코 가라바니(이탈리아어: Valentino Clemente Ludovico Garavani, 1932년 5월 11일 ~ )는 이탈리아의 패션 디자이너로, 발렌티노 SpA를 설립하였다.